# Red de Lenguaje Claro Argentina
La Red de Lenguaje Claro de la Argentina fue creada por el Honorable Senado de la Nación Argentina, la Secretaría Legal y Técnica de la Nación y el Ministerio de Justicia y Derechos Humanos de la Nación en noviembre de 2018.

## Objetivos
- Relevar experiencias y hacer un diagnóstico del uso de lenguaje claro en las comunicaciones del Estado.
- Promover el uso del lenguaje claro como una forma de mejorar la relación entre el Estado y los ciudadanos.
- Implementar el uso del lenguaje claro en todas las comunicaciones del Estado con los ciudadanos.
- Capacitar en lenguaje claro a los miembros de la Red, a los empleados públicos y a los ciudadanos interesados.
- Establecer estándares de eficacia en la implementación del uso del lenguaje claro.
- Evaluar el impacto del uso del lenguaje claro en la relación entre el Estado y los ciudadanos.
- Reconocer a los  organismos que se destaquen en la aplicación del lenguaje claro.[3]

## Redes provinciales
La Red impulsa la creación de redes provinciales en la Ciudad Autónoma de Buenos Aires y en Mendoza.